# Баженов, Валериан Иванович
Валериан Иванович Баженов (27 декабря 1889, Кострома — 3 октября 1938, Москва) — русский советский учёный в области радиотехники, основоположник российской радионавигации и радиопеленгации. Доктор технических наук, профессор.

## Биография
Валериан Иванович Баженов родился 27 декабря 1889 года (7 января 1890 года по новому стилю) в Костроме, в семье священника, выдающегося церковного историка и духовного писателя Ивана Васильевича Баженова. преподавателя Костромской духовной семинарии и его жены Анны Дмитриевны, урожденной Туренской
Окончил Костромскую гимназию, где, как первый ученик, был удостоен диплома первой степени. В 1907 году поступил на электромеханическое отделение Санкт-Петербургского политехнического института. С 1912 года — в армии, где служил в искровой роте (так тогда называлась беспроводная радиосвязь или радиотелеграф). С началом первой Мировой Войны его рота оказалась в составе 9-й армии на юго-Западном фронте. В апреле 1915 года В. И. Баженов по окончании (экстерном) Николаевского военного инженерного училища получил чин подпоручика и занял должность начальника радиостанции. За годы войны офицер Баженов принял участие во множестве боевых операций, в том числе и в знаменитом Брусиловском прорыве и был удостоен пяти боевых орденов.
В конце 1917 года подпоручик Баженов восстановился в Петроградском политехническом институте и в феврале 1918 года успешно его окончил. Стоит обратить внимание, что свою первую заявку на создание Радиомаяка в Комитет по делам изобретений (патентов) и изобретений В.И Баженов подал 24.10.1917 года (за день до переворота). С февраля 1919 года в Красной Армии — инженер радиоотдела Главного военно-инженерного управления. 22 марта 1919 года Валериан Иванович был назначен секретарем образованного Российского Общества Радиоинженеров, и проработал на этой должности до окончания существования этогой организации (РОРИ).
22 ноября 1919 года последовал первый арест Баженова. В заключении он находился до февраля 1920 года, после чего был выпущен без предъявления каких-либо обвинений.
Вновь поступил на службу в армию: секретарь помощника начальника связи РККА по радиосвязи, старший инженер радиоотдела Управления связи РККА, начальник Научно-испытательного института связи РККА, председатель Особой секции Военно-технического управления РККА, консультант «Остехбюро». В 1924 году Баженову присвоено звание «дивизионный инженер». В 1926 году он стал действительным членом Американского института радиоинженеров, первым из российских ученых удостоенным подобного признания иностранных коллег. В 1928 году Реввоенсовет СССР наградил дивизионного инженера В. И. Баженова серебренными часами с гравировкой «Стойкому защитнику пролетарской революции от РВС СССР».
В феврале 1930 года откомандирован для работы в ВСНХ.
Вторично арестован 5 декабря 1930. Приговорен Коллегией ОГПУ в высшей мере наказания — расстрелу, замененной 10 годами заключения. Условно-досрочно освобожден 16 августа 1932, проведя в тюрьме более 1,5 лет.
Руководитель отдела спецуправления Всесоюзного электротехнического управления и лаборатории во Всесоюзном электротехническом институте. С 1934 года по совместительству — в Московском авиационном институте, заведующий кафедрой радиотехники и авиационного оборудования (с 1937 года доктор технических наук, профессор). Кроме того — в 1934 году В. И. Баженов руководитель радиогруппы знаменитого ЦАГИ (Центрального аэрогидродинамического института). Занимался оборудованием самолета-гиганта «Максим Горький» и подготовкой перелета Валерия Чкалова на самолете АНТ-25 через Северный полюс в Америку.
Автор многочисленных трудов и изобретений в области телеграфии, шифровальной техники, радиопеленгации и телемеханики. Подготовил и опубликовал фундаментальный труд «Радиомаяки».
В третий и последний раз арестован 10 сентября 1937 года по обвинении в участии в «контр-революционной организации радиоинженеров и вредительской работе в области радиосвязи». Приговорен (ВК ВС СССР 3.10.1938 года) к расстрелу. В тот же день приговор приведен в исполнение.
Полностью реабилитирован ВК ВК СССР 3 марта. 1956 г.

## Награды
Орден Св. Станислава 3-й степени
Орден Св. Анны 4-й степени с надписью «За храбрость»
Орден Св. Анны 3-й степени
Орден Св. Анны 2-й степени
орден Св. Станислава 2-й степени.
Все ордена были «с мечами», что говорило об их боевом происхождении. (за гражданскую службу ордена полагались «без мечей»).
Наградные серебренные часы РВС СССР.